# فردریکو گیل

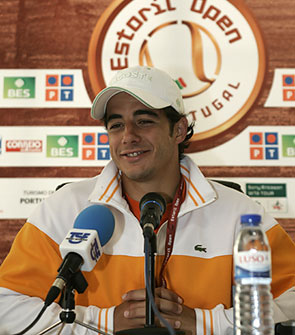
فردریکو گیل - ۲۰۰۷

 فردریکو گیل (انگلیسی: Frederico Gil؛ زادهٔ ۲۴ مارس ۱۹۸۵) یک تنیس‌باز اهل پرتغال است. 